# Danuta Kozák
Danuta Kozák (ur. 11 stycznia 1987 w Budapeszcie) – węgierska kajakarka, pięciokrotna mistrzyni olimpijska, czternastokrotna mistrzyni świata, szesnastokrotna mistrzyni Europy, trzykrotna złota medalistka igrzysk europejskich. Jej matka Teresa Kozák ( Grzybowska ) jest Polką.

## Igrzyska olimpijskie
Na igrzyskach zadebiutowała podczas letnich igrzysk olimpijskich w Pekinie. Tam wystąpiła w czwórce na dystansie 500 metrów. Finał ukończyły na drugim miejscu, zdobywając srebrny medal. Lepsze okazały się Niemki, a trzecie miejsce przypadło Australijkom. Był to pierwszy medal olimpijski dla wówczas najmłodszej zawodniczki osady.
Na kolejnych igrzyskach olimpijskich w Londynie wzięła udział w dwóch konkurencjach. W jedynce na 500 metrów zdobyła swój pierwszy złoty medal. Za jej plecami dopłynęły Ukrainka Inna Osypenko-Radomska i Południowoafrykanka Bridgette Hartley. Medal tego samego koloru wywalczyła też w czwórce w składzie z Gabriellą Szabó, Katalin Kovács i Krisztiną Fazekas. Drugie miejsce przypadło Niemkom, a trzecie – Białorusinkom.
Cztery lata później w Rio de Janeiro zdobyła trzy złote medale. W jedynce na 500 metrów obroniła tytuł, wyprzedzając Dunkę Emmę Jørgensen i Nowozelandkę Lisę Carrington. W dwójce w parze z Gabriellą Szabó przypłynęła przed Niemkami i Polkami. Z kolei w czwórce okazały się lepsze od Niemek i Białorusinek, podobnie jak w Londynie. Dzięki tym medalom została siódme miejsce w indywidualnej klasyfikacji medalowej igrzysk.

## Osiągnięcia
| Rok  | Impreza                                       | Miejsce          | Konkurencja      | Lokata     | Wynik     |
| ---- | --------------------------------------------- | ---------------- | ---------------- | ---------- | --------- |
| 2002 | Młodzieżowe mistrzostwa Europy w kajakarstwie | Zagrzeb          | K-2 1000 metrów  | 2. miejsce |           |
| 2002 | Młodzieżowe mistrzostwa Europy w kajakarstwie | Zagrzeb          | K-4 500 metrów   | 3. miejsce |           |
| 2003 | Młodzieżowe mistrzostwa świata w kajakarstwie | Komatsu          | K-1 500 metrów   | 1. miejsce |           |
| 2003 | Młodzieżowe mistrzostwa świata w kajakarstwie | Komatsu          | K-2 500 metrów   | 1. miejsce |           |
| 2003 | Młodzieżowe mistrzostwa świata w kajakarstwie | Komatsu          | K-2 1000 metrów  | 2. miejsce |           |
| 2004 | Młodzieżowe mistrzostwa Europy w kajakarstwie | Poznań           | K-1 500 metrów   | 1. miejsce |           |
| 2004 | Młodzieżowe mistrzostwa Europy w kajakarstwie | Poznań           | K-2 500 metrów   | 1. miejsce |           |
| 2005 | Młodzieżowe mistrzostwa świata w kajakarstwie | Segedyn          | K-1 500 metrów   | 1. miejsce |           |
| 2005 | Młodzieżowe mistrzostwa świata w kajakarstwie | Segedyn          | K-1 1000 metrów  | 1. miejsce |           |
| 2006 | Mistrzostwa Europy U-23 w kajakarstwie        | Ateny            | K-2 500 metrów   | 2. miejsce |           |
| 2006 | Mistrzostwa Europy U-23 w kajakarstwie        | Ateny            | K-4 500 metrów   | 2. miejsce |           |
| 2007 | Mistrzostwa Europy U-23 w kajakarstwie        | Belgrad          | K-1 500 metrów   | 1. miejsce |           |
| 2007 | Mistrzostwa Europy U-23 w kajakarstwie        | Belgrad          | K-2 1000 metrów  | 1. miejsce |           |
| 2007 | Mistrzostwa Europy U-23 w kajakarstwie        | Belgrad          | K-2 500 metrów   | 2. miejsce |           |
| 2007 | Mistrzostwa świata w kajakarstwie             | Duisburg         | K-2 1000 metrów  | 3. miejsce | 03:49,174 |
| 2007 | Mistrzostwa Europy w kajakarstwie             | Pontevedra       | K-2 1000 metrów  | 1. miejsce | 03:51,404 |
| 2008 | Letnie Igrzyska Olimpijskie                   | Pekin            | K-4 500 metrów   | 2. miejsce | 01:32,971 |
| 2008 | Mistrzostwa Europy w kajakarstwie             | Mediolan         | K-2 500 metrów   | 1. miejsce | 01:48,459 |
| 2008 | Mistrzostwa Europy w kajakarstwie             | Mediolan         | K-4 200 metrów   | 1. miejsce | 35,915    |
| 2008 | Mistrzostwa Europy w kajakarstwie             | Mediolan         | K-4 500 metrów   | 2. miejsce | 01:33,547 |
| 2009 | Mistrzostwa świata w kajakarstwie             | Dartmouth        | K-2 500 metrów   | 1. miejsce | 01:41,144 |
| 2009 | Mistrzostwa świata w kajakarstwie             | Dartmouth        | K-4 500 metrów   | 1. miejsce | 01:33,090 |
| 2009 | Mistrzostwa Europy w kajakarstwie             | Brandenburg      | K-1 4x200 metrów | 2. miejsce | 02:54,65  |
| 2009 | Mistrzostwa Europy w kajakarstwie             | Brandenburg      | K-2 500 metrów   | 1. miejsce | 01:39,914 |
| 2010 | Mistrzostwa świata w kajakarstwie             | Poznań           | K-2 500 metrów   | 1. miejsce | 01:40,064 |
| 2010 | Mistrzostwa Europy w kajakarstwie             | Avilés           | K-1 500 metrów   | 1. miejsce | 01:49,010 |
| 2010 | Mistrzostwa Europy w kajakarstwie             | Avilés           | K-4 500 metrów   | 2. miejsce | 01:30,805 |
| 2011 | Mistrzostwa świata w kajakarstwie             | Segedyn          | K-1 500 metrów   | 2. miejsce | 01:47,40  |
| 2011 | Mistrzostwa świata w kajakarstwie             | Segedyn          | K-2 200 metrów   | 1. miejsce | 37,667    |
| 2011 | Mistrzostwa świata w kajakarstwie             | Segedyn          | K-4 500 metrów   | 1. miejsce | 01:36,34  |
| 2011 | Mistrzostwa Europy w kajakarstwie             | Belgrad          | K-1 500 metrów   | 1. miejsce | 01:51,552 |
| 2011 | Mistrzostwa Europy w kajakarstwie             | Belgrad          | K-2 200 metrów   | 1. miejsce | 37,820    |
| 2011 | Mistrzostwa Europy w kajakarstwie             | Belgrad          | K-4 500 metrów   | 2. miejsce | 01:34,006 |
| 2012 | Letnie Igrzyska Olimpijskie                   | Londyn           | K-1 500 metrów   | 1. miejsce | 01:51,456 |
| 2012 | Letnie Igrzyska Olimpijskie                   | Londyn           | K-4 500 metrów   | 1. miejsce | 01:30,827 |
| 2012 | Mistrzostwa Europy w kajakarstwie             | Zagrzeb          | K-1 500 metrów   | 2. miejsce | 01:49,948 |
| 2012 | Mistrzostwa Europy w kajakarstwie             | Zagrzeb          | K-4 500 metrów   | 3. miejsce | 01:34,832 |
| 2013 | Mistrzostwa świata w kajakarstwie             | Duisburg         | K-1 4x200 metrów | 1. miejsce | 02:49,42  |
| 2013 | Mistrzostwa świata w kajakarstwie             | Duisburg         | K-1 500 metrów   | 1. miejsce | 01:57,40  |
| 2013 | Mistrzostwa świata w kajakarstwie             | Duisburg         | K-4 500 metrów   | 1. miejsce | 01:32,27  |
| 2013 | Mistrzostwa Europy w kajakarstwie             | Montemor-o-Velho | K-1 500 metrów   | 2. miejsce | 01:53,133 |
| 2013 | Mistrzostwa Europy w kajakarstwie             | Montemor-o-Velho | K-4 500 metrów   | 1. miejsce | 01:31,114 |
| 2014 | Mistrzostwa świata w kajakarstwie             | Moskwa           | K-1 500 metrów   | 1. miejsce | 01:49,28  |
| 2014 | Mistrzostwa świata w kajakarstwie             | Moskwa           | K-4 500 metrów   | 1. miejsce | 01:28,22  |
| 2014 | Mistrzostwa Europy w kajakarstwie             | Brandenburg      | K-1 200 metrów   | 1. miejsce | 43,10     |
| 2014 | Mistrzostwa Europy w kajakarstwie             | Brandenburg      | K-1 500 metrów   | 1. miejsce | 01:51,06  |
| 2014 | Mistrzostwa Europy w kajakarstwie             | Brandenburg      | K-4 500 metrów   | 1. miejsce | 01:30,85  |
| 2015 | Mistrzostwa świata w kajakarstwie             | Mediolan         | K-2 500 metrów   | 1. miejsce | 01:39,87  |
| 2015 | Mistrzostwa świata w kajakarstwie             | Mediolan         | K-4 500 metrów   | 2. miejsce | 01:34,27  |
| 2015 | Igrzyska europejskie                          | Baku             | K-1 500 metrów   | 1. miejsce | 02:03,57  |
| 2015 | Igrzyska europejskie                          | Baku             | K-4 1000 metrów  | 1. miejsce | 01:32,42  |
| 2015 | Igrzyska europejskie                          | Baku             | K-1 200 metrów   | 3. miejsce | 41,38     |
| 2016 | Mistrzostwa Europy w kajakarstwie             | Moskwa           | K-1 500 metrów   | 1. miejsce | 01:48,600 |
| 2016 | Mistrzostwa Europy w kajakarstwie             | Moskwa           | K-2 500 metrów   | 1. miejsce | 01:41,316 |
| 2016 | Mistrzostwa Europy w kajakarstwie             | Moskwa           | K-4 500 metrów   | 1. miejsce | 01:30,940 |
| 2016 | Letnie Igrzyska Olimpijskie                   | Rio de Janeiro   | K-2 500 metrów   | 1. miejsce | 01:43,687 |
| 2016 | Letnie Igrzyska Olimpijskie                   | Rio de Janeiro   | K-1 500 metrów   | 1. miejsce | 01:52,494 |
| 2016 | Letnie Igrzyska Olimpijskie                   | Rio de Janeiro   | K-4 500 metrów   | 1. miejsce | 01:31,482 |
| 2018 | Mistrzostwa Europy w kajakarstwie             | Belgrad          | K-1 200 metrów   | 1. miejsce | 43,103    |
| 2018 | Mistrzostwa Europy w kajakarstwie             | Belgrad          | K-1 500 metrów   | 1. miejsce | 1:51,057  |
| 2018 | Mistrzostwa Europy w kajakarstwie             | Belgrad          | K-4 500 metrów   | 1. miejsce | 1:30,847  |
| 2018 | Mistrzostwa świata w kajakarstwie             | Montemor-o-Velho | K-1 500 metrów   | 1. miejsce | 1:47,254  |
| 2018 | Mistrzostwa świata w kajakarstwie             | Montemor-o-Velho | K-2 500 metrów   | 1. miejsce | 1:43,065  |
| 2018 | Mistrzostwa świata w kajakarstwie             | Montemor-o-Velho | K-4 500 metrów   | 1. miejsce | 1:33,761  |
| 2019 | Igrzyska europejskie                          | Mińsk            | K-1 200 metrów   | 2. miejsce | 42,16     |
| 2019 | Igrzyska europejskie                          | Mińsk            | K-1 500 metrów   | 2. miejsce | 2:04,176  |
| 2019 | Igrzyska europejskie                          | Mińsk            | K-2 500 metrów   | 2. miejsce | 1:42,526  |
| 2019 | Igrzyska europejskie                          | Mińsk            | K-4 500 metrów   | 1. miejsce | 1:41,526  |
| 2019 | Mistrzostwa świata                            | Segedyn          | K-1 500 metrów   | 3. miejsce | 1:58,01   |

## Odznaczenia i wyróżnienia
- Krzyż Komandorski z Gwiazdą Węgierskiego Orderu Zasługi (cywilny) – 2016
- Krzyż Oficerski Węgierskiego Orderu Zasługi (cywilny) – 2012[9]
- Krzyż Kawalerski Orderu Zasługi Republiki Węgierskiej (cywilny) – 2008[10]
- Nazwiskiem kajakarki została nazwana, odkryta 30 października 2010 roku, planetoida (546275) Kozák[11]